# Statuile Giganții
Statuile Giganții sunt două statui amplasate în prezent în Parcul Carol I din București, pe aleea principală a parcului, în apropierea intrării în parc dinspre Piața 11 iunie. Statuile fac parte din proiectul realizat de arhitectul Remus Iliescu împreună cu sculptorii Frederic Storck, Dimitrie Paciurea, pentru realizarea unei lucrări statuare, intitulată Grota fermecată, cu ocazia organizării Expoziției Generale Române în Câmpia Filaretului din anul 1906. Întregul concept al lucrării a aparținut lui Dimitrie Paciurea, care s-a inspirat din Legenda Jepilor scrisă de Carmen Sylva. Ea avea terasă, vase, figuri și trei sculpturi, doi bărbați contorsionați denumiți Giganți și o femeie nud, culcată. Unul dintre Giganți a fost realizat de Frederic Storck, celălalt de Dimitrie Paciurea și femeia de Filip Marin, despre care nu se știe cum i s-a dat comanda, el nefăcând parte din grupul de artiști cărora li s-a încredințat comanda de execuție.
Astăzi grota nu mai există, Giganții au fost dislocați din perimetrul inițial și au fost puși de o parte și de alta a aleii principale a Parcului Carol I din București. Femeia culcată a fost relocată în Parcul Herăstrău.

## Istoric
Cu prilejul organizării Expoziției naționale de pe Câmpia Filaretului, fostă Parcul Libertății, actual Parcul Carol din București, comitetul de conducere al manifestării, i-au acordat în luna noiembrie 1905, arhitectului Remus Iliescu și sculptorilor Frederic Storck și Dimitrie Paciurea, proiectul de execuție a unei grote cu terasă, vase, figuri și sculpturi. Ghidul expoziției, editat de comisariatul general al expoziției, a precizat că lucrarea avea la inaugurarea sa din 1906, doar grota și o terasă cu balustradă ce purta denumirea de grota fermecată, ea fiind figurată pe o hartă anexă. Mai târziu, în fața grotei s-a amplasat un grup statuar care ilustra o scenă din Legenda Jepilor de Carmen Sylva. Compoziția avea trei personaje cu dimensiuni supraumane care înfățișau doi bărbați în poziții contorsionate, unul din ei realizat de Dimitrie Paciurea și altul de Frederic Storck. 
Al treilea personaj era o femeie executată de sculptorul Filip Marin. Uitarea semnificației compoziției, care s-a derulat de-a lungul timpului, precum și mărimea personajelor masculine, a fraților din legendă, Andrei și Mirea, au dat naștere la fel și fel de interpretări și denumiri pe care le-au dat cronicarii și istoricii de artă care au studiat aceste lucrări. Sculpturilor celor doi Jepi li s-a dat un nume familiar de Giganți, alteori Coloși sau chiar numele de Gepizi.  Unii comentatori care au scris mult mai târziu despre grupul acesta statuar sau despre lucrările pe care le-a realizat Paciurea, mai ales cu prilejul decesului acestuia sau a expoziției retrospective a artistului din anul 1932, l-au menționat adesea pe Paciurea ca principal realizator al compoziției, dar au fost și alții care au precizat în mod corect că artistul a realizat doar unul dintre Giganții care sunt și astăzi în Parcul Carol din București. Petre Oprea a studiat cazul și a făcut o analiză care s-a dorit relevatoare a adevărului din confuzia care s-a creat de-a lungul timpului. Prima variantă își trage seva din cronicile gazetarilor din acea vreme, precum și din interviurile pe care le-a dat Paciurea. A doua variantă a fost susținută de istoricii și criticii de artă, care s-au ocupat de creația sculptorului după decesul acestuia. Oprea a opinat că ambele variante ar fi adevărate. Petre Oprea s-a poziționat pe o poziție echidistantă și a susținut opinia istoricilor de artă care spuneau că ansamblul a fost făcut de cei trei artiști, dar le-a dat dreptate și cronicarilor care susțineau că ansamblul a fost de fapt conceput de Dimitrie Paciurea.
Paciurea a afirmat că el a fost autorul schiței de machetă a grupului statuar, în enumerarea celor mai importante lucrări pe care le-a făcut din cererea de înscriere a lui la concursul din martie 1907 privind ocuparea postului de profesor la catedra de desen și modelaj a Școlii de belle-arte din București. La acest concurs a participat și Frederic Storck. Afirmația lui Paciurea nu a fost dezmințită niciodată de ceilalți doi artiști, ea fiind întâlnită și în interviurile făcute de gazetarul N. Pora, care era un prieten intim al lui Paciurea.
Întreaga analiză făcută de Petre Oprea, bazată pe mențiuni documentare, pledează pentru atribuirea cu certitudine a paternității concepției ansamblului sculptural al Legendei Jepilor lui Dimitrie Paciurea. În plus de asta, a afirmat Oprea, există în grupul statuar din Parcul Carol câteva caracteristici de natură stilistică proprii operei artistului, ele fiind încă în stadiul embrionar la acea dată:
- ansamblul este lipsit de sentimentul solemnității, de forța grandoarei, care sunt atribute indispensabile unor monumente publice.
- accentul este pus pe realizarea unei atmosfere intimiste, apropiată de factura romantică, unde simbolistica este principalul pilon de susținere al compoziției.
- gigantul executat de către Paciurea chiar dacă este monumental, calitatea aceasta nu este datorată dimensiunii sale supraumane.
- reușita pe care a realizat-o Paciurea cu această lucrare, este un ideal al monumentalității obținut din clasicismul grecesc, prin necesitatea de raportare la dimensiunea umană.

În opinia criticului de artă Petre Oprea, asocierile aproape unanime pe care critica de artă le-a făcut între Gigantul lui Paciurea și Sclavii lui Michelangelo, nu ar fi întemeiate. El a spus că Sclavii lui Michelangelo au o încordare a mușchilor care este datorată tensiunii generate de un zbucium interior, care se relevă pe chipul lor, pe când la Paciurea nu există o asemenea preocupare. Similar Discobolului lui Miron cu care Gigantul sculptorului are o anume asemănare în mișcarea de la brâu în sus. Se constată o expresie liniștită a feței, care pare că nu participă la efortul fizic. Grija artistului român a fost să redea, conform cu idealurile clasicismului grecesc, o mișcare plină de avânt generată de un trup uman cu mase foarte bine proporționate. Gigantul lui Paciurea nu prezintă vizual o musculatură disproporționată, deși este foarte contorsionată, sculptorul vrând să redea o forță elansată dar și echilibrată. Ca urmare, personajul prezintă o mulsculatură realistă și normală efortului fizic pe care-l înfățișează, ea fiind suficient de expresivă la cât era necesar pentru sublinierea volumelor în decorativismul afișat.

## Descriere
Inițial, la inaugurarea din anul 1906, statuile au fost amplasate în fața Palatului Artelor și a peșterii artificiale din fața acestuia. Grota era denumită Grota cu Giganți sau Grota fermecată deoarece era străjuită de un grup statuar format din cei doi Giganți și Frumoasa adormită. Cele trei statui reprezentau personajele unei legende, conform căreia doi gemeni erau îndrăgostiți de aceeași femeie.  Ea s-a aruncat în valuri, urmând ca acela dintre frați care va izbuti s-o salveze să-i devină soț. Rivalitatea dintre cei doi a făcut însă ca frumoasa fecioară să se înece. Cei doi frați au fost transformați în piatră datorită iubirii neîmplinite, iar persoana iubită de ei este transformată în cascadă. În fața fostului Palat al Artelor cei doi giganți erau așezați unul în fața celuilalt, iar în mijloc, între ei, culcată, Frumoasa adormită.
În timpul regimului comunist grota a fost distrusă, statuia fecioarei a fost mutată în parcul Herăstrău, iar cei doi giganți au fost mutați pe marginea aleii centrale a parcului, aproape de intrarea dinspre Piața 11 iunie. În prezent „Administrația Monumentelor și Patrimoniului Turistic” intenționează să reamplaseze monumentele într-un context apropiat de cel originar.

Frumoasa adormită de Filip Marin este expusă în prezent în Parcul Herăstrău din București

Statuile înalte de 3,5 m, aflate la o distanță de 50 m una de cealaltă, la capetele opuse ale unei axe perpendiculare pe aleea Centrală a parcului, reprezintă două nuduri de tineri. Una din ele, cea realizată de sculptorul Frederic Storck, descrie un bărbat tânăr, având o atitudine încordată și cu capul aplecat în față, cu umărul drept răsucit, mâna stângă o folosește drept sprijin, iar cea dreaptă este ținută la spate; picioarele personajului sunt îndoite. Cealaltă statuie, realizată de sculptorul Dimitrie Paciurea, reprezintă tot un nud de tânăr, cu capul aplecat spre umărul stâng, trunchiul este răsucit și se sprijină pe mâna stângă, în timp ce mâna dreaptă este ținută la spate. „Gigantul în piatră al lui Paciurea, înmărmurit în fața frumoasei din peșteră, într-o încordare supraomenească, desfășoară toată splendoarea plastică a corpului uman” spunea despre operă Oscar Han.
Cele trei opere au fost realizate de sculptorul Filip Marin, autorul Frumoasei, denumită și Fecioara adormită, și de Dumitru Paciurea și Frederic Storck, sculptorii celor doi giganți. Frumoasa adormită a fost sculptată în marmură, iar cei doi giganți în piatră de Rusciuc.
Statuile sunt înscrise în Lista monumentelor istorice 2010 - Municipiul București - cea a lui Dumitru Paciurea la nr. crt. 2321, cod LMI B-III-m-A-20005 și cea a lui Frederic Storck la nr. crt. 2322, cod LMI B-III-m-A-20006..

## Comentarii critice
Cu ocazia pregătirilor în vederea participării României la Expoziția internațională din 1906, perioadă care coincide cu intrarea lui Frederic ca profesor la Școala de Arte Frumoase din București, acesta a primit comanda de execuție a uneia din statuile Giganții, înaltă de 3,5 m, care este amplasată în prezent în Parcul Carol I din București. Comanda i s-a datorat doctorului Constantin I. Istrati, un personaj deosebit de influent în acea epocă. Marin Mihalache a considerat Gigantul lui Storck superior sculpturii de tinerețe Aruncătorul cu piatră, datorită volumelor mai judicios echilibrate. Cu toate că artistul a reușit să conceapă o operă puternică, care este remarcabilă mai ales prin execuție, ea este în opinia criticului George Oprescu mai mult o realizare scolastică comparând-o cu cealaltă statuie de Gigant a lui Dimitrie Paciurea, plină de patos și foarte nimerită de a fi comparată cu creațiile lui Michelangelo. Dacă Gigantul lui Paciurea a reprezentat pentru artist un moment capital al carierei artistice, pentru Frederic Storck, Gigantul nu este decât o operă onorabilă, nimic mai mult. Diferența dintre avântul romantic al lui Paciurea, dublat de simțul înnăscut pentru monumental și calitățile de sculptor savant, practician, al celui de al doilea, se vede cu mare ușurință.

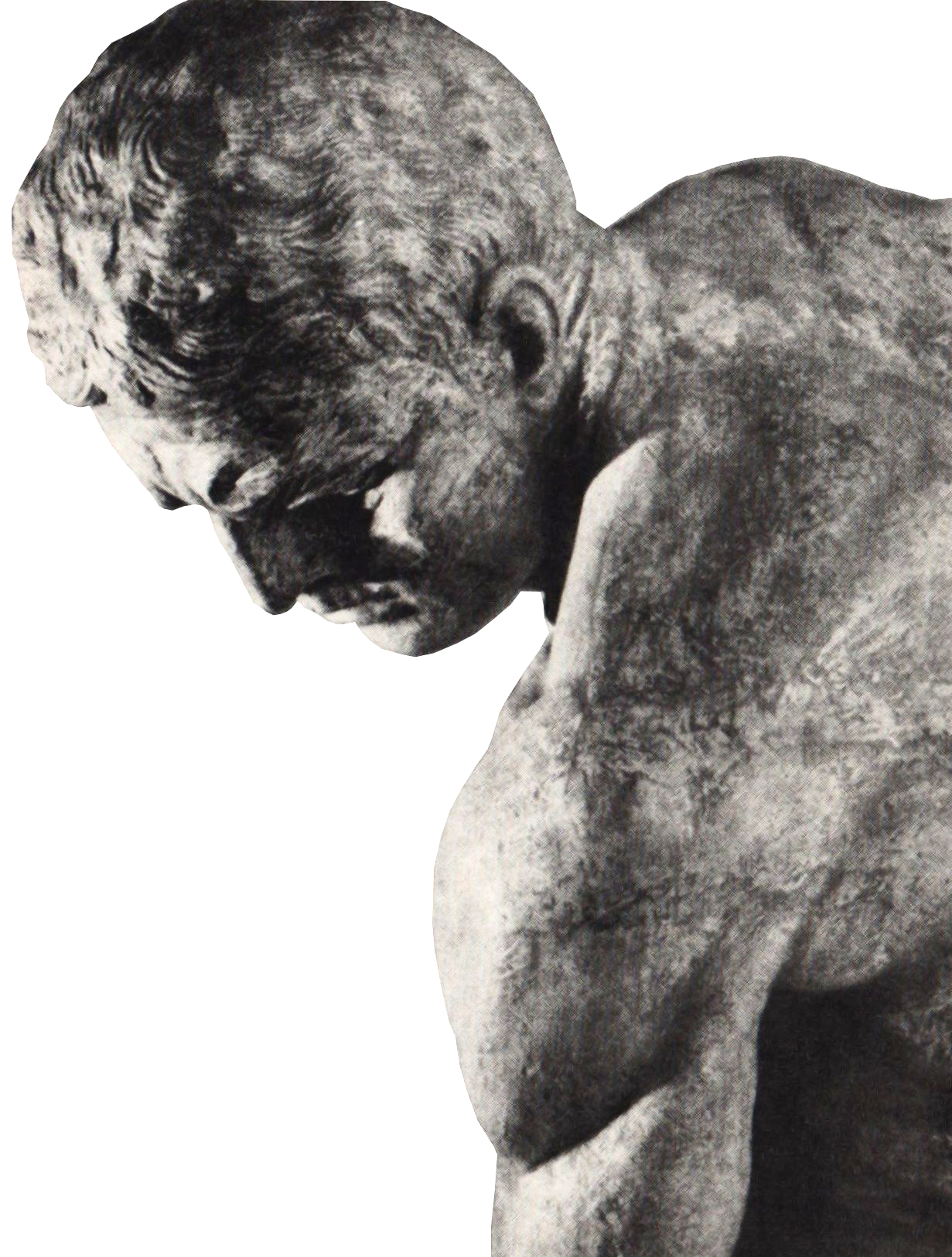
Gigantul lui Paciurea (detaliu)

Vladimir Hegel, profesorul lui Paciurea de la Școala de Arte Frumoase din București, l-a ajutat pe cel din urmă să obțină contractul de execuție al celui de al doilea Gigant din Parcul Carol. Artistul a obținut cea mai importantă comandă din viața lui într-o perioadă în care era un necunoscut în breasla sculptorilor din România. Astfel, analiza Gigantului lui Paciurea, obligă critica de artă să constate că sculptorul era încă din tinerețe foarte înzestrat și capabil să dea de la începutul cariei sale una din lucrările de mare valoare care au rămas unice în istoria sculpturii din România.
Gigantul lui Paciurea a aprins comentariile criticilor și cronicarilor de artă ai vremii astfel încât, paralela dintre artistul român și numele lui Michelangelo să fie în mai toate analizele de presă ale timpului. Ion Frunzetti a precizat, mai târziu, că este foarte vizibil că o dată cu trecerea anilor, Paciurea a renunțat, la ceea ce făcea prețul viziunii titanomahice din tinerețe, în urma unor decepții. Este de notorietate că niciuna din comenzile pe care le-a primit ulterior, nu i s-au potrivit ca această lucrare. Paciurea a realizat prin Gigantul din Parcul Carol cea mai însemnată operă din viața sa. Frunzetti a opinat că dacă Paciurea nu ar fi fost un necunoscut atunci când a preluat comanda, talentul pe care-l avea i-ar fi dat dreptul să pretindă să execute întreaga comandă a grupului statuar. Dacă s-ar fi întâmplat acest lucru, întreaga compoziție ar fi câștigat în unitate.
Așa cum reiese din niște desene care au rămas de la Paciurea, pe artist l-a preocupat de mult timp o astfel de tematică. El avea nevoie de un asemenea motiv pentru a-și elibera temperamentul predispus să gândească acțiuni titanice pentru realizarea unor proiecte proprii. Artistul a făcut mult mai mult decât să înfățișeze un trup bărbătesc, cu toate că a declarat că l-a ajutat foarte mult modelul Kirilov care i-a pozat. Imaginea obținută este una magistrală din punct de vedere strict anatomic. Gigantul nu este unul frumos datorită exactității  detaliilor, ci pentru că precizia anatomică este miraculoasă și ea este relevată doar de ordinul mijloacelor de exprimare. Trupul uman, cu plastica sa perfectă, i-a slujit lui Paciurea doar pentru exprimarea unei stări de conștiință. Acesta a fost limbajul de care s-a folosit artistul pentru a duce la concretizarea sentimentului eroic al revoltei transmis atât de pregnant de imaginea împietrită a Gigantului.
Personajul bărbătesc care este așezat pe stâncă, pare că face eforturi de smulgere prin sforțării supraomenești, el fiind supus unei tensiuni disperate de încordare supremă. Într-un anumit sens, senzația de mișcare a Gigantului, prevestitoare de gesturi mari, care pare de abia schițată, sugerează efortul artistului de a se smulge din încătușarea realizată de societatea burgheză și setea disperată de a acționa eroic cu înfăptuiri creatoare. Entuziasmul artistului în execuția temei, precum și un anumit sentiment eroic al formei, sunt caracteristicile stilului Paciurea. Cu toate că întreaga concepție și execuție a lucrării se ghicește a fi realizată printr-o disciplină riguroasă, Gigantul lui Paciurea este o operă profundă și ea în sine este profund originală. Frunzetti a completat elogiile pe care le-a făcut și cu o argumentare care poate fi înțeleasă și receptată ușor de oricine privește monumentul și anume că „... din orice parte ar putea vedea cineva lucrarea, volumele sunt axate spiralat, silueta statuii se decupează logic și este bine gândită. Profilându-se limpede pe retină, cu aspectul unei forme omenești bine connstruite, rațională, inteligibilă de la orice distanță am scruta-o, suprafața statuii apare just modelată, și imaginea, expresivă cu forță, transmite, în orice anotimp și la orice oră, același sentiment răscolitor al revoltei, același titanic dor de libertate, conținut repetat invariabil, necondiționat”.
Gigantul lui Paciurea a fost adesea comparat cu Sclavii lui Michelangelo, fapt deja acceptat de critica de artă din România. Niciodată până la această operă și nici după aceea, nu a existat  nicio lucrare românească de sculptură care să fi transmis în limbajul tradițional atâtea emoții sau idei atât de complexe. Gigantul a avut un mare succes la public și la cercul restrâns al specialiștilor, fapt pentru care se consideră astăzi că această operă l-a consacrat definitiv pe Dimitrie Paciurea în sculptura din România. Ca atare, Paciurea a expus la Expoziția Tinerimii artistice din anul 1907 un studiu de dimensiuni reduse a monumentului din Parcul Carol, motiv care a entuziasmat întreaga presă bucureșteană. A existat și un motiv pentru care s-a întâmplat acest lucru - seriozitatea și sinceritatea operelor lui Paciurea contrastau într-un mod evident față de convenționalismul și falsitatea de care dădeau dovadă mai toate lucrările de sculptură care se expuneau în acea epocă.

## Modelul Kirilov
Pentru realizarea statuilor Giganții, și Paciurea și Frederic Storck au folosit ca model viu pe Kirilov, pe numele său Timotei Chiriloff de origine rusă, care era potemkinist (matelot pe vasul rusesc Potiomkin).  El era modelul viu care era folosit la Școala de Belle Arte din București. Majoritatea modelelor care erau folosite de obicei, sufereau de indiferență și blazare tipice meseriei. Oscar Han a povestit din amintirile lui de la Școala de Belle Arte despre acest Kirilov care avea inițiative proprii cu privire la statul al poză. După cum spunea Han, Kirilov „... ne propunea o poză frumoasă și ne ruga să-l lăsăm să pozeze astfel, pentru că un model, cum se obișnuiește la noi în școală, pozează de regulă pe piciorul drept, cu un braț în lungul corpului, cu celălalt la spate sau pe piept. Astfel devine un model manechin, monoton... Kirilov lua atitudini foarte grele, în care sta, și pentru noi devenea un model viu, o nouă reprezentare plastică, ce ne mărea entuziasmul de lucru și ne apropia de dânsul cu o simpatie omenească”.
Kirilov a rămas în România și a fost cel mai utilizat model, activând în perioada 1905-1916. El a mai pozat și lui Jean Steriadi pentru portretul Mitropolitului Necșorescu și lui Frederic Storck pentru sculpturile alegorice Agricultura și Industria de pe fațada Palatului Prefecturii din Galați.

## Copii
- în anul 1957 s-au turnat două copii din gips pentru Muzeul de Artă al Republicii Socialiste România (nr. inventar 858/7504 și 859/7505), a doua fiind patinată.[16]

## Vezi și
Nimfa adormită